# Темцин, Яков Рувинович
Яков Рувинович Темцин (26 апреля 1926 ― 16 сентября 2011) ― советский и российский передовик завода металлоизделий, общественный деятель, участник Великой Отечественной войны, почётный гражданин города Биробиджана (2005).

## Биография
Родился 26 апреля 1926 года в селе Романовка Житомирской области Украинской ССР. В 1934 году вся семья перебралась в село Валдгейм Еврейской автономной области. Здесь он завершил обучение в начальной школе. В 1941 году в возрасте пятнадцати лет начал свою трудовую деятельность, стал работать трактористом в колхозе "Заветы Ильича" Биробиджанского района Еврейской автономной области. Подросткам пришлось подменить на полях отцов и дедов, ушедших на фронт защищать родину. В ноябре 1943 года его призвали на службу в Красную армию, служил в тыловой части, в пехоте. Его 519 стрелковый полк 393 стрелковой дивизии расположился в 80 километрах от границы под городом Ворошиловым (ныне Уссурийск). Перед началом войны с Японией полк был переброшен на озеро Хасан. Участник освободительной операции в Северной Корее. Уволился с военной службы в 1952 году.
Демобилизовавшись, он возвратился в Еврейскую автономную область, обосновался в городе Биробиджане. Трудоустроился на завод металлоизделий, впоследствии ставший заводом силовых трансформаторов. В 1952 году был принят на работу, а в 1993 году ушёл на заслуженный отдых. Всё это время проработал на одном предприятии. Основал на заводе целую трудовую династию. Заводчанами были все его братья и сёстры — всего пятнадцать человек. Все серьёзные, работящие и ответственные сотрудники. Яков начинал простым рабочим, а позже был назначен начальником сборочного цеха. Являлся высококвалифицированным рабочим. Большое внимание уделял молодым специалистам, воспитал многих сборщиков трансформаторов, токарей, фрезеровщиков. Возглавляемые им бригада, цех постоянно становились победителями социалистических соревнований.
После выхода на заслуженный отдых активно участвовал в общественной жизни города, в ветеранских организациях. Являлся членом городского комитета ветеранов войны, заместителем председателя Совета ветеранов завода силовых трансформаторов. За активную работу среди пенсионеров и молодёжи был занесён на Доску почёта «Активисты городской ветеранской организации».
28 апреля 2005 года решением депутатов Биробиджанской городской Думы удостоен звания "Почётный гражданин города Биробиджана".
Проживал в городе Биробиджане. Умер 16 сентября 2011 года. Похоронен в родном городе.

## Награды и звания
- Орден Отечественной войны II степени.
- Орден «Знак Почёта»
- Медаль «За победу над Японией»
- Ветеран труда
- другими медалями

- Почётный гражданин города Биробиджана (28.04.2005)